# Cencora
Cencora (bis 2023 AmerisourceBergen) ist ein Arzneimittelgroßhändler aus den Vereinigten Staaten mit Firmensitz in Chesterbrook, Pennsylvania. Cencora ist im Finanzindex S&P 500 gelistet. Im Unternehmen sind rund 44.000 Mitarbeiter beschäftigt (Stand: 2022).
AmerisourceBergen entstand 2001 durch die Fusion der Unternehmen Amerisource und Bergen. Im Jahr 2023 übernahm AmerisourceBergen das deutsche Unternehmen PharmaLex, welches Pharmaunternehmen u. a. bei der Zulassung von Medikamenten berät. Im August 2023 firmierte AmerisourceBergen zu Cencora, Inc. um.
Cencora verkauft Medikamente, OTC-Arzneimittel, Gesundheits- und Pflegeprodukte sowie ähnliche Produkte an seine Kunden. Zu den Kunden gehören Apotheken, Kliniken und weitere verschiedene Gesundheitszentren.
Cencora wurde im Februar 2024 erfolgreich von Cyberkriminellen angegriffen. Die Kriminellen stahlen Daten aus den IT-Systemen des Unternehmens.

## Strafzahlungen
Im seit Jahren andauernden Rechtsstreit um süchtig machende Schmerzmittel haben neben Johnson & Johnson die Arzneimittelgroßhändler McKesson, AmerisourceBergen und Cardinal Health einen milliardenschweren Vergleich mit zahlreichen Klägern akzeptiert. Die Arzneimittelgroßhändler McKesson, AmerisourceBergen und Cardinal Health sowie Johnson & Johnson könnten dabei letztlich bis zu 26 Milliarden Dollar zahlen, wie New Yorks Generalstaatsanwältin Letitia James und Generalstaatsanwälte aus etlichen anderen US-Bundesstaaten im Juli 2021 verkündeten.